# Lara Jean Chorostecki
Lara Jean Chorostecki (Brampton, 24 settembre 1984) è un'attrice canadese.

## Biografia
Figlia di un bancario e di un'insegnante di francese, ha origini polacche e francesi. Ha un fratello e tra i suoi hobby vi è la scrittura creativa.

## Filmografia

### Cinema
- Loving Loretta, regia di Andrea Gutsche – cortometraggio (2008)
- Antiviral, regia di Brandon Cronenberg (2012)
- Please Kill Mr. Know It All, regia di Colin Carter e Sandra Feldman (2013)
- The Masked Saint, regia di Warren P. Sonoda (2015)
- Barn Wedding, regia di Shaun Benson (2015)
- Joseph and Mary, regia di Roger Christian (2016)
- Renaissance, regia di Matthew Campagna (2016)
- Hammer, regia di Christian Sparkes (2019)
- Defining Moments, regia di Stephen Wallis (2021)
- La fiera delle illusioni - Nightmare Alley (Nightmare Alley), regia di Guillermo del Toro (2021)

### Televisione
- Doc – serie TV, episodio 4x18 (2004)
- 72 Hours: True Crime – serie TV, 2 episodi (2006)
- Degrassi: The Next Generation – serie TV, episodio 6x15 (2007)
- Roxy Hunter e il fantasma del mistero (Roxy Hunter and the Mystery of the Moody Ghost) – film TV, regia di Eleanore Lindo (2007)
- Charlie & Me, regia di David Weaver – film TV (2008)
- The Listener – serie TV, 9 episodi (2009)
- The Border – serie TV, episodio 3x08 (2009)
- Republic of Doyle – serie TV, episodio 1x02 (2010)
- Dan for Mayor – serie TV, 13 episodi (2010)
- La diciannovesima moglie (The 19th Wife) – film TV, regia di Rod Holcomb (2010)
- Camelot – serie TV, 7 episodi (2011)
- Beauty and the Beast – serie TV, episodio 1x03 (2012)
- Copper – serie TV, 6 episodi (2012-2013)
- Lost Girl – serie TV, episodio 4x06 (2013)
- Hannibal – serie TV, 13 episodi (2013-2015)
- Haven – serie TV, episodi 5x07-5x08 (2014)
- X Company – serie TV, 24 episodi (2015-2017)
- American Gothic – serie TV, episodio 1x03 (2016)
- Designated Survivor – serie TV, 8 episodi (2016-2017)
- Saving Hope – serie TV, episodio 5x08 (2017)
- Frankie Drake Mysteries – serie TV, episodio 2x01 (2018)
- Killjoys – serie TV, episodio 4x08 (2018)
- Christmas 9 to 5 – film TV, regia di Jill Carter (2019)
- The Crossword Mysteries – serie TV, episodio 1x02 (2019)
- Hudson & Rex – serie TV, episodio 2x12 (2020)
- Condor – serie TV, 2 episodi (2020)
- The Expanse – serie TV, 3 episodi (2020-2021)
- A Date with Danger – film TV, regia di Cat Hostick (2021)
- Chucky – serie TV (2021-2024)
- The Good Doctor – serie TV, episodio 21x06 (2023)

## Doppiatrici italiane
Nelle versioni in italiano dei suoi film, Lara Jean Chorostecki è stata doppiata da:
- Emanuela D'Amico in Designated Survivor
- Emanuela Damasio in Hannibal
- Francesca Manicone in Reacher
- Letizia Ciampa in Camelot
- Mattea Serpelloni in La fiera delle illusioni - Nightmare Alley
- Chiara Gioncardi in The Good Doctor